# Hubert Hurkacz
Hubert Hurkacz (Breslau, 11 de febrer de 1997) és un tennista polonès.
En el seu palmarès hi ha tres títols individual i un de dobles, que li van permetre accedir als llocs 16 i 72 dels rànquings respectivament.

## Palmarès

### Individual: 11 (7−4)
| Llegenda                          |
| --------------------------------- |
| Grand Slams (0−0)                 |
| ATP Finals (0−0)                  |
| ATP World Tour Masters 1000 (2−1) |
| ATP World Tour 500 (1−2)          |
| ATP World Tour 250 (4−1)          |

| Títols per superfície |
| --------------------- |
| Dura (6−2)            |
| Gespa (1−1)           |
| Terra batuda (0−1)    |

| Resultat  | Núm. | Data                   | Torneig                     | Superfície   | Oponent             | Marcador            |
| --------- | ---- | ---------------------- | --------------------------- | ------------ | ------------------- | ------------------- |
| Guanyador | 1.   | 24 d'agost de 2019     | Winston-Salem, Estats Units | Dura         | Benoît Paire        | 6−3, 3−6, 6−3       |
| Guanyador | 2.   | 13 de gener de 2021    | Delray Beach, Estats Units  | Dura         | Alexander Bublik    | 2−0, retirada       |
| Guanyador | 3.   | 4 d'abril de 2021      | Miami, Estats Units         | Dura         | Jannik Sinner       | 7−6(4), 6−4         |
| Guanyador | 4.   | 26 de setembre de 2021 | Metz, França                | Dura (i)     | Pablo Carreño Busta | 7−6(2), 6−3         |
| Guanyador | 5.   | 19 de juny de 2022     | Halle, Alemanya             | Gespa        | Daniïl Medvédev     | 6−1, 6−4            |
| Finalista | 1.   | 14 d'agost de 2022     | Mont-real, Canadà           | Dura         | Pablo Carreño Busta | 6−3, 3−6, 3−6       |
| Guanyador | 6.   | 26 de febrer de 2023   | Marsella, França            | Dura (i)     | Benjamin Bonzi      | 6−3, 7−6(4)         |
| Guanyador | 7.   | 15 d'octubre de 2023   | Xangai, Xina                | Dura         | Andrei Rubliov      | 6−3, 3−6, 7−6(8)    |
| Finalista | 2.   | 29 d'octubre de 2023   | Basilea, Suïssa             | Dura (i)     | F. Auger-Aliassime  | 6−7(3), 6−7(5)      |
| Finalista | 3.   | 23 de juny de 2024     | Halle                       | Gespa        | Jannik Sinner       | 6−7(8), 6−7(2)      |
| Finalista | 4.   | 24 de maig de 2025     | Ginebra, Suïssa             | Terra batuda | Novak Đoković       | 7−5, 6−7(2), 6−7(2) |

### Dobles masculins: 5 (4−1)
| Llegenda                          |
| --------------------------------- |
| Grand Slams (0−0)                 |
| ATP Finals (0−0)                  |
| ATP World Tour Masters 1000 (2−0) |
| ATP World Tour 500 (0−1)          |
| ATP World Tour 250 (2−0)          |

| Títols per superfície |
| --------------------- |
| Dura (3−0)            |
| Gespa (1−1)           |
| Terra batuda (0−0)    |

| Resultat  | Núm. | Data                   | Torneig             | Superfície | Parella               | Oponents                    | Marcador               |
| --------- | ---- | ---------------------- | ------------------- | ---------- | --------------------- | --------------------------- | ---------------------- |
| Guanyador | 1.   | 8 de novembre de 2020  | París, França       | Dura (i)   | Félix Auger-Aliassime | Mate Pavić Bruno Soares     | 6−7(3), 7−6(7), [10−2] |
| Finalista | 1.   | 20 de juny de 2021     | Halle, Alemanya     | Gespa      | Félix Auger-Aliassime | Kevin Krawietz Horia Tecău  | 6−7(4), 4−6            |
| Guanyador | 2.   | 26 de setembre de 2021 | Metz, França        | Dura (i)   | Jan Zieliński         | Hugo Nys Arthur Rinderknech | 7−5, 6−3               |
| Guanyador | 3.   | 3 d'abril de 2022      | Miami, Estats Units | Dura       | John Isner            | Wesley Koolhof Neal Skupski | 7−6(5), 6−4            |
| Guanyador | 4.   | 12 de juny de 2022     | Stuttgart, Alemanya | Gespa      | Mate Pavić            | Tim Pütz Michael Venus      | 7−6(3), 7−6(2)         |

### Equips: 2 (0−2)
| Resultat  | Núm. | Data               | Torneig                       | Superfície | Equip                                                                     | Oponents                                                                                        | Marcador |
| --------- | ---- | ------------------ | ----------------------------- | ---------- | ------------------------------------------------------------------------- | ----------------------------------------------------------------------------------------------- | -------- |
| Finalista | 1.   | 7 de gener de 2024 | United Cup, Sydney, Austràlia | Dura       | Katarzyna Kawa Daniel Michalski Katarzyna Piter Iga Świątek Jan Zieliński | Angelique Kerber Tatjana Maria Maximilian Marterer Laura Siegemund Kai Wehnelt Alexander Zverev | 1−2      |
| Finalista | 2.   | 5 de gener de 2025 | United Cup (2)                | Dura       | Maja Chwalińska Kamil Majchrzak Alicja Rosolska Iga Świątek Jan Zieliński | Danielle Collins Taylor Fritz Robert Galloway Coco Gauff Desirae Krawczyk Denis Kudla           | 0−2      |

## Trajectòria

### Individual
| Open d'Austràlia | A   | A           | Q2          | 1R          | 2R          | 1R    | 2R    | 4R    | QF | 0 / 6     | 9 – 6     |
| Roland Garros | A   | A           | 2R          | 1R          | 1R          | 1R    | 4R    | 3R    |    | 0 / 6     | 6 – 6     |
| Wimbledon | A   | A           | 1R          | 3R          | NC          | SF    | 1R    | 4R    |    | 0 / 5     | 10 – 5    |
| US Open | A   | A           | 2R          | 1R          | 2R          | 2R    | 2R    | 2R    |    | 0 / 6     | 5 – 6     |
| Jocs Olímpics | A   | No celebrat | No celebrat | No celebrat | No celebrat | 2R    | NC    | NC    |    | 0 / 1     | 1 – 1     |
| ATP Finals | A   | A           | A           | A           | A           | RR    | A     | RR    |    | 0 / 2     | 0 – 4     |
| Total Victòries−Derrotes                                                                                                   | 1−3 | 0−4         | 7−11        | 25−24       | 15−13       | 36−23 | 41−21 | 45−24 |    | 170 – 123 | 170 – 123 |
| Rànquing a final d'any | 383 | 238         | 86          | 37          | 34          | 9     | 10    | 9     |    |           |           |
| Llegenda: G: Guanyador; F: Finalista; SF: Semifinalista; QF: Quarts de final; Q: Qualificació; A: Absent; RR: Round Robin; |     |             |             |             |             |       |       |       |    |           |           |